# Mujeres y mercado de trabajo en Uruguay
El aumento de la participación de las mujeres en la fuerza de trabajo es un hecho estilizado del mercado laboral en el mundo. Esto se observa a partir de la segunda mitad del siglo XX en los países de Europa, América del Norte y América del Sur, dentro de los cuales se encuentra Uruguay. En este país las mujeres son aproximadamente el 52% de la población y se insertan al mercado de trabajo con distintas características que los hombres. A continuación se describen distintos aspectos del mercado de trabajo femenino en Uruguay en los últimos años.

## Actividad
En la literatura se encuentran distintos motivos que han sido asociados al aumento de la tasa de actividad de las mujeres, entre los que se cuentan:
1. Aumento de los salarios reales de las mujeres: se encuentra que los salarios reales de las mujeres han aumentado a largo plazo, principalmente debido al aumento del nivel educativo de las mujeres. Este aumento del nivel educativo se confirma en Uruguay, donde las mujeres no solo han aumentado sostenidamente el nivel educativo sino que lo han hecho en mayor proporción que los varones.[2]
2. Cambios en las preferencias y actitudes: se ha observado un cambio a lo largo del siglo XX de las preferencias de las mujeres a favor del trabajo remunerado, se considera que el movimiento feminista ha colaborado en este proceso.
3. Aumento de la productividad en el hogar: el cambio tecnológico y el aumento y mejora de los bienes de capital para uso doméstico permitió reducir la cantidad de tiempo que se destina al trabajo no remunerado, lo cual afecta directamente a las mujeres debido al alto porcentaje de tiempo que dedican al trabajo no remunerado en comparación con los hombres. En Uruguay observamos que las mujeres realizan una mayor proporción del trabajo no remunerado total del hogar que los varones, y que también dedican mayor proporción de su tiempo a estas tareas que los varones.[3]
4. Descenso de las tasas de natalidad: la presencia de hijos/as se encuentra asociada a una disminución en la tasa de actividad de las mujeres, por lo que una disminución de la natalidad podría encontrarse relacionada con un aumento en la participación femenina ya que reduce los requerimientos de trabajo no remunerado de la mujer. Se observa para Uruguay una disminución de la tasa bruta de natalidad desde 1900 al 2010, al igual que de la tasa de fecundidad entre 1996 y 2017.[4]
5. Aumento de las tasas de divorcio: este fenómenos se observó principalmente en el siglo XX, donde el aumento de las tasas de divorcio podría relacionarse con una mayor necesidad de las mujeres de establecer y mantener vínculos con el mercado de trabajo. Para Uruguay, se observa un sostenido aumento de los divorcios entre 1961 y 2004.[5]
6. Mayores facilidades para acceder al empleo: han aumentado a lo largo del tiempo los tipos de trabajo que se consideran "para mujeres". Pese a que la segregación laboral persiste en el mercado de trabajo, ha habido una diversificación de los puestos laborales. Asimismo, la urbanización ha contribuido al acceso al empleo, al igual que el aumento de los trabajos de tiempo parcial que permiten compatibilizar mejor el trabajo remunerado con el no remunerado.

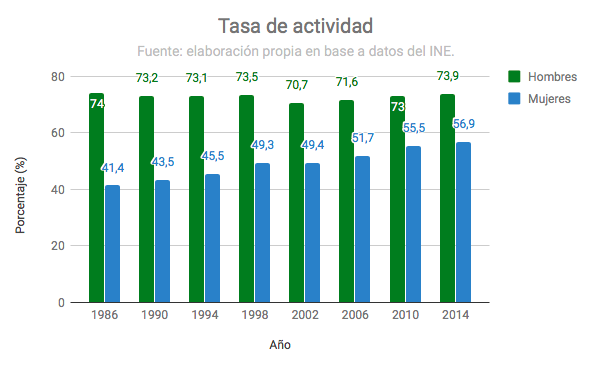
Evolución de la tasa de actividad 1986-2014, años seleccionados.

Para el caso uruguayo, se encuentra que la tasa de actividad de las mujeres presenta un tendencia creciente entre 1986 y 2014, aumentando del 41% al 57%, mientras que la masculina se ha mantenido constante. Pese a este crecimiento, la tasa de actividad de las mujeres continúa siendo inferior a la de los varones, lo que podría señalar que todavía hay margen de aumento.
Por otro lado, las diferencias aumentan con la cantidad de hijos. A mayor cantidad de hijos mayor tasa de actividad para los hombres y menor tasa de actividad para las mujeres.

## Empleo y sus características
La tasa de empleo en Uruguay presenta una tendencia similar a la tasa de actividad. En el caso de los hombres, el empleo aumenta punta a punta, pasando de 68% en 1986 a 70% en 2013. En el caso de las mujeres, la tasa de empleo presenta una tendencia creciente, pasando de 36% en 1986 a 50,8% en 2013. Al igual que lo que sucede con la tasa de actividad, la brecha de la tasa de empleo se reduce en el tiempo, aunque sigue existiendo una diferencia considerable. Aunque la brecha por sexo de la tasa de empleo disminuye a lo largo del tiempo, no lo hace en igual medida para todos los individuos, siendo menor entre los hombres y mujeres con mayor nivel educativo.
No solo hay diferencias en cuanto a la tasa de empleo, sino también a la cantidad de horas trabajadas. En la literatura se encuentra que a lo largo del tiempo hubo una reducción de la cantidad de horas dedicadas al trabajo remunerado. Particularmente en Uruguay, las horas semanales dedicadas al trabajo remunerado disminuyen tanto para hombres como para mujeres en las dos últimas décadas. No obstante, durante todo el período las mujeres dedican menos horas que los hombres semanalmente al trabajo remunerado y esta diferencia se mantiene para todos los niveles educativos. En 2013 los hombres dedicaban en promedio 42,1 horas semanales al trabajo remunerado, mientras que para las mujeres la cifra fue de 34,4 horas semanales.
Una persona es considerada subempleada por el Instituto Nacional de Estadística (INE) cuando, trabajando menos de 40 horas semanales, manifiesta el deseo de trabajar más horas y está disponible para hacerlo. En el caso de Uruguay, las mujeres presentan mayor subempleo que los hombres, siendo este 5,9% para los hombres y 8,6% para las mujeres en el año 2012. Estas cifras son mayores cuando hablamos de las mujeres menores de 25 años.
Otra característica relevante del empleo son las calificaciones, encontrando para Uruguay que la probabilidad de estar sobrecalificada -tener más años de educación formal de los necesarios para desempeñarse en su labor- para un trabajo es mayor en las mujeres, mientras que los hombres tienden a la subcalificación.
En lo que refiere a la informalidad, al principio de la década del 90 la tasa de informalidad era casi 10 puntos porcentuales mayor para las mujeres que para los hombres (38,5% y 29% respectivamente), pero esta brecha se ha ido cerrando a lo largo del tiempo, ubicándose en el entorno del 26% tanto para hombres como para mujeres (2013).
La sindicalización es otro factor relevante al ver el empleo. En este caso parecería no haber mayores diferencias en la tasa de afiliación de las mujeres y hombres ocupados, estando en torno al 30% en 2011. Igualmente, se encuentra que ser mujer aumenta la probabilidad de incumplimiento del laudo acordado en la negociación colectiva.

## Desempleo
En lo referido al desempleo, las mujeres presentan una tasa de desempleo más elevada que los hombres, profundizándose en la recesión económica, lo que podría indicar que las mujeres tienen menor estabilidad laboral. La tasa de desempleo en Uruguay se expande en forma importante en la década de los noventa hasta 2002 para luego descender, pero las diferencias a favor de los hombres se mantienen durante todo el período. Se reduce luego de la recesión, pero el desempleo de las mujeres es aún casi dos veces superior a la de los hombres.

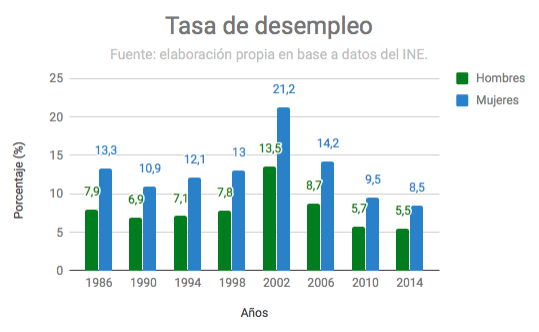
Evolución de la tasa de desempleo 1986-2014, años seleccionados.

Al observar qué suecede con el desempleo frente a la presencia de hijos/as, se encuentra que la brecha se agudiza cuantos más hijos/as tenga la persona. A mayor cantidad de hijos/as los hombres presentan una menor tasa de desempleo que el promedio, mientras que con las mujeres ocurre lo contrario. Para el año 2012 se encuentra que la tasa de desempleo para las mujeres con 3 o más hijos/as es del 23,2% mientras que para los hombres es de 1,6%.

## Desigualdad salarial
Las remuneraciones por hora que perciben, en promedio, hombres y mujeres en el mercado de trabajo uruguayo presentan diferencias significativas, aunque estas diferencias tienden a disminuir en el tiempo.

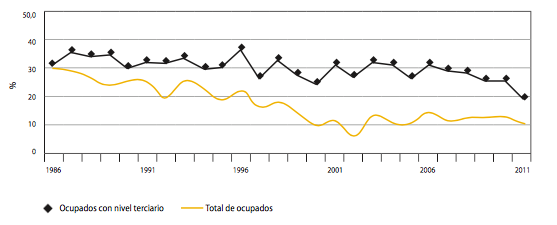
Evolución de la brecha de ingresos para el total de ocupados y mayor calificación.

Existen diversas explicaciones teóricas tanto del lado de la oferta como de la demanda. Una de ellas es la teoría del capital humano, que plantea que las diferencias salariales se explican por diferencias de productividad debido a que, en este caso, las mujeres estarían supuestamente menos educadas que los hombres. Sin embargo, este no es el caso uruguayo, donde el 18,2% de las mujeres de 25 años o más tiene 13 o más años de educación, frente a un 13,8% en el caso de los hombres. A su vez, casi un 11% de las mujeres tiene 16 o más años de estudio, frente a un 7,9%  en el caso de los hombres. Por tanto, las diferencias salariales suelen explicarse por factores de productividad o factores de discriminación. Gran parte de las diferencias salariales no se explican por características observables de los individuos, por lo que podrían explicarse por distintos tipos de discriminación.

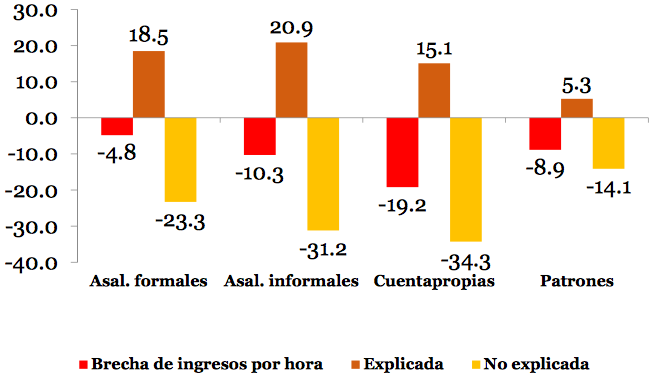
Brecha de ingresos por hora total, explicada y no explicada.

Las menores diferencias salariales se dan en los puestos de trabajo que requieren menor grado de cualificaciones, mientras que las mayores diferencias se dan en los niveles educativos más altos, donde a su vez las mujeres tienen mayor representación. Si bien las diferencias salariales han tendido a reducirse en las últimas tres décadas, estas reducciones no se observaron en los cuantiles más altos de la distribución del ingreso. Estos hechos aportan evidencia a la existencia de un “techo de cristal” para las mujeres.

La segregación ocupacional aparece como un fenómeno persistente, la cual implica la exclusión de las mujeres de ciertos sectores del mercado laboral, y ha sido identificada como una de las principales fuentes de diferencias salariales entre hombres y mujeres. Se encuentra que la segregación de las mujeres puede tener dos formas: segregación horizontal, cuando hay ocupaciones predominantemente femeninas/masculinas; segregación vertical, cuando hay distribución desigual de hombres y mujeres por niveles jerárquicos dentro de una ocupación (por ejemplo, resultando en techos de cristal).

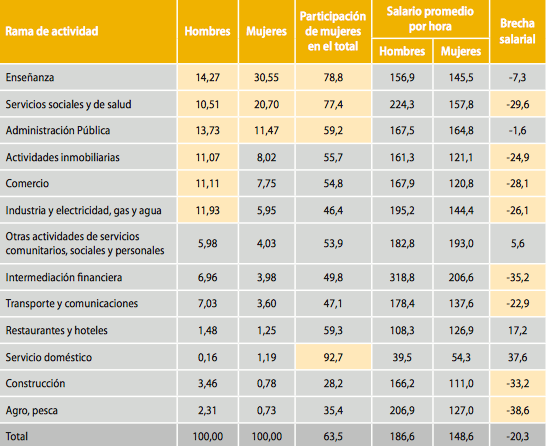
Proporción de hombres y mujeres asalariados con nivel terciario, de entre 25 y 59 años de edad. Año 2011

"La creación de puestos de trabajo en determinadas ramas de actividad o tipos de ocupación tipificadas como masculinas o femeninas por las costumbres, las prácticas o los valores culturales que impregnan las conductas de los agentes y el funcionamiento del mercado y que contribuyen a la persistencia de la segregación laboral impedirían una distribución más equilibrada del empleo por sexo"
En el caso de Uruguay, la enseñanza, los servicios sociales y de salud y el servicio doméstico son ramas de actividad que se encuentran feminizadas, mientras que la construcción, el agro, la pesca y la industria, entre otros, se encuentran masculinizados.